# Adrian Tekliński
Adrian Tekliński (Brzeg, 3 de novembro de 1989) é um desportista polaco que compete no ciclismo na modalidade de pista, especialista na prova de scratch; ainda que também disputa carreiras de rota.
Ganhou uma medalha de ouro no Campeonato Mundial de Ciclismo em Pista de 2017 e duas medalhas no Campeonato Europeu de Ciclismo em Pista, prata em 2016 e bronze em 2015.

## Medalheiro internacional
| Campeonato Mundial | Campeonato Mundial      | Campeonato Mundial | Campeonato Mundial |
| Ano                | Lugar                   | Medalha            | Competição         |
| ------------------ | ----------------------- | ------------------ | ------------------ |
| 2017               | Hong Kong ( China)      | Medalha de ouro    | Scratch            |
| Campeonato Europeu |                         |                    |                    |
| Ano                | Lugar                   | Medalha            | Competição         |
| 2015               | Grenchen ( Suíça )      | Medalha de bronze  | Scratch            |
| 2016               | Saint-Quentin ( França) | Medalha de prata   | Scratch            |